# Viasat

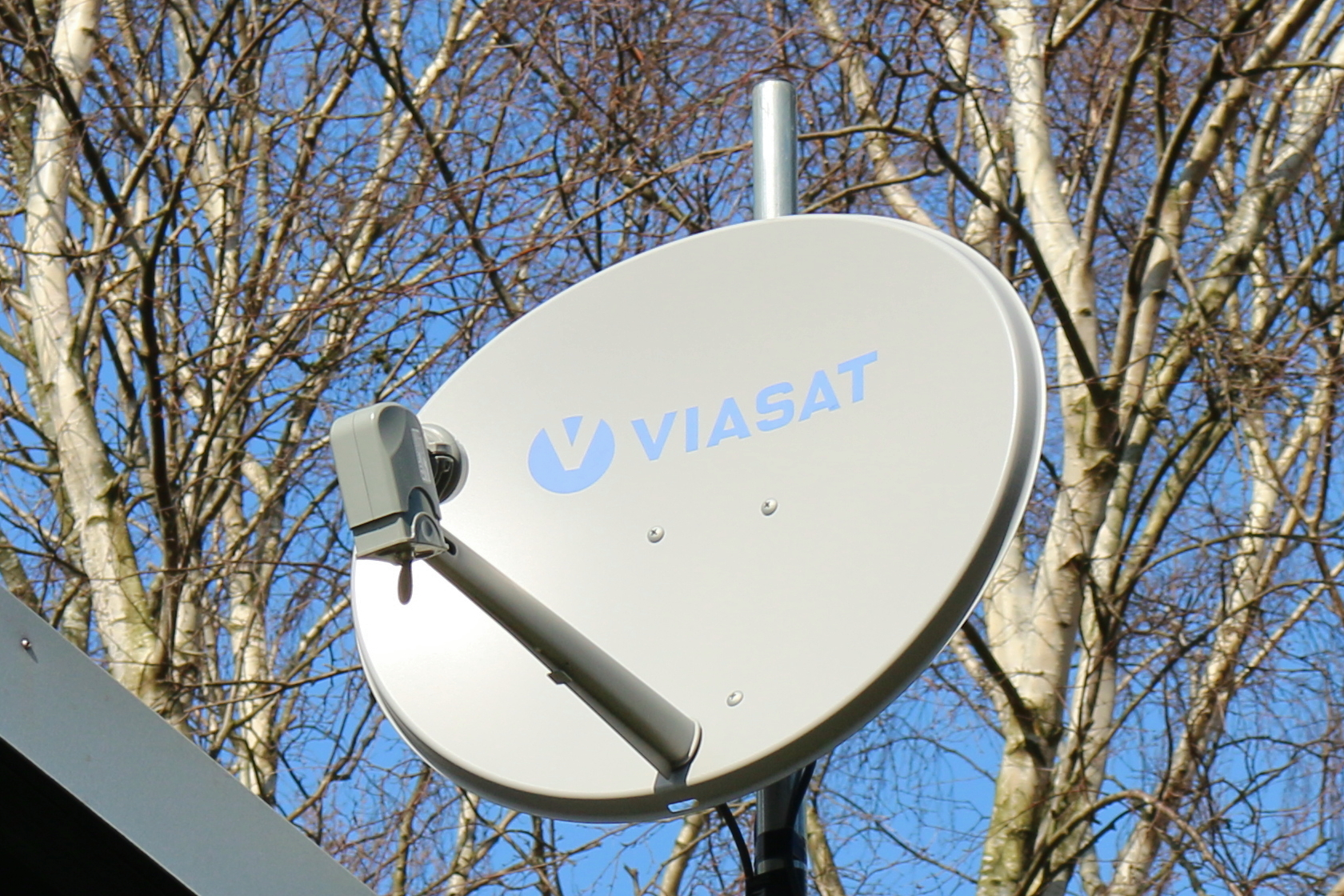
Antenna parabolica Viasat

Viasat è stata una piattaforma satellitare, appartenente alla compagnia svedese Modern Times Group (MTG), che offre canali televisivi, servizi pay TV e video on demand. Trasmette da Londra e i suoi programmi sono principalmente indirizzati al mercato dei Paesi nordici e di quelli baltici e dell'est europa. I segnali sono ricevibili dai satelliti Astra 4A e SES-5 posizionati a 4.9°E.
Le trasmissioni via satellite iniziarono nel 1991 con il canale svedese TV3, sette anni più tardi Viasat superò la cifra di 1 milione di antenne paraboliche installate nel nord Europa.
Questa pay tv è stata lanciata nel 1991. Nel 2020 Canal Digital ha costituito una joint venture con Viasat per formare la società Allente e tale fusione è avvenuta il 13 aprile 2021.

## Canali televisivi
I canali specifici dedicati ai Paesi nordici sono i seguenti:
- TV3 Danimarca
- TV3 Norvegia
- TV3 Svezia
- TV3+ Danimarca
- TV3 Puls
- TV6 Norvegia
- TV6 Svezia
- TV8 Svezia
- TV10 Svezia
- Viasat4 Norvegia

A questi si aggiungono i pacchetti monotematici quali Viasat film, Explore, History, Fotboll ecc. oltre a TV3 Sport 1 e TV3 Sport 2.
I canali specifici dedicati ai Paesi baltici sono i seguenti:
- TV3 Estonia
- TV3+ Estonia
- TV6 Estonia
- TV3 Lettonia
- TV3+ Lettonia
- TV5 Lettonia
- TV6 Lettonia
- LNT Lettonia
- Kanāls 2 Lettonia
- TV3 Lituania
- TV6 Lituania
- TV8 Lituania

Viasat trasmette inoltre alcuni canali dedicati all'Europa centrale e dell'est, come gli ungheresi Viasat 3, Viasat 6 e il polacco TV1000, appoggiandosi ad altri distributori terze parti. Da parte sua la piattaforma, oltre a trasmettere i canali già citati, trasmette anche canali nazionali e internazionali di terze parti. Tra quest'ultimi figurano Disney Channel, MTV e National Geographic ed addirittura nel mondo ed in Africa con il canale Viasat Ghana TV che trasmette eventi di grande risonanza tra le altre cose come il campionato di calcio di Premier League e di Serie A.